# 鵯冠狀病毒HKU11
鵯冠狀病毒HKU11（Bulbul coronavirus HKU11、Bulbul-CoV HKU11）是丁型冠狀病毒屬的一種病毒，於2009年由香港大學的研究團隊發表，此病毒在香港鳥類樣本的普查中，從白頭翁和紅耳鵯的樣本中被發現，其基因組約長26500nt，是冠狀病毒中基因組大小最小的病毒之一。此病毒的轉錄調控序列（transcription regulatory sequence、TRS）為5′-ACACCA-3′，和同屬的鶇冠狀病毒HKU12（Thrush CoV HKU12）及文鳥冠狀病毒HKU13（Munia coronavirus HKU13）的TRS相同。除了冠狀病毒皆有的複製酶與四種結構蛋白外，這三種病毒還有NS6、NS7a、NS7b與NS7c四種輔助蛋白，其中NS6、NS7a與NS7c序列的前方不具有TRS。